# Erica simulans
Erica simulans är en ljungväxtart som beskrevs av Dulfer. Erica simulans ingår i släktet klockljungssläktet, och familjen ljungväxter.

## Underarter
Arten delas in i följande underarter:
- E. s. tetragona
- E. s. trivialis